# Astronesthes illuminatus
Astronesthes illuminatus är en fiskart som beskrevs av Parin, Borodulina och Hulley, 1999. Astronesthes illuminatus ingår i släktet Astronesthes och familjen Stomiidae. Inga underarter finns listade.